# ブレス オブ ファイアIII
『ブレス オブ ファイアIII』（ブレス オブ ファイア スリー）は、カプコンが発売したPlayStation用コンピュータRPG。『ブレス オブ ファイア』シリーズの3作目であり、日本国内では1997年9月11日に発売された。シリーズで唯一サブタイトルが付与されていない。

## 概要
過去のシリーズで登場した「共同体」や「釣り」「個人アクション」「竜変身」などのシステムは、今作品でも登場する。また、シリーズで初めてキャラクターボイスを採用した。
ポリゴンの特徴を活かした3Dフィールドから視点変更をゲームに取り入れたことによって探す楽しさを持つようになった。世界はすべてポリゴンによる3Dマップで構成されている。マップはワールドマップとエリアマップの2つに大別され、それぞれ違う役割を持っている。
本作の物語は前半の「幼年期」と後半の「青年期」の二部構成となっている（幼年と青年の基準はリュウの年齢）。
ファーストスマイルエンタテインメントよりドラマCDが発売されている。こちらは一部の声優が今作品と異なる。
2000年12月21日には廉価版「PlayStation the Best」として再発売された。2005年8月25日にはPlayStation Portable (PSP) へと移植され、こちらも2007年1月25日に廉価版「カプコレ」として再登場した。
後に移植されたPSP版ではタイトルロゴが一新され、新モードとして、釣りのみを行う「FISHING MODE」と、設定資料が収録された「GALLERY MODE」が追加された。基本的なゲーム内容はPlayStation版と同じだが、一部敵キャラクターの色と技が変更されている。

## システム

### 戦闘
今作品では、ワールドマップでのエンカウントがなくなり、町・山・ダンジョンなどのゲームフィールドでのみ戦闘が発生する。画面切り替えはなく、その場で敵が出現し、戦闘専用のBGMに変化して戦闘開始となる。戦闘不能になったまま戦闘を終えると、最大ヒットポイント (HP) が10パーセント減少し、HPが1の状態で復活する。この状態は宿屋に泊まれば回復する（キャンプの休みでは回復しない）。

### イベント
エリアマップ(ダンジョン、町や建物内)では様々なイベントが発生する。それらは全てエリアマップの画面上で演出される。その間は画面の切り替えなどは一切行われない。趣向を凝らしたものも用意されてありキャラパターンの豊富さが重要となる。

### 共同体
妖精に行動を指示し、妖精の村を発展させていく。食料を調達して妖精の数を増やし、土地を開拓して家を建てることで村を発展させていく。武器屋や道具屋、探検家など、様々な施設や仕事を設定できる。

### キャンプ
ワールドマップの移動中にキャンプを張ることができる。キャンプでは、セーブ・仲間の入れ替え・スキルの入れ替え・仲間との会話などができる。キャンプで休憩することで、宿屋と同じようにHP・APの回復ができるが、上記の最大HPの減少は治らない。

### スキル
プレイヤーキャラクターは、レベルアップで覚える魔法とは別に、「スキル」という技を覚えることができる。これは、戦闘中に敵が使ってくる技をラーニングするというもので、覚えたスキルはキャラクター間で自由に移し替えができる。ただし、1つのスキルは1人のキャラクターしか持つことができず、同じスキルを2人以上のキャラクターが同時に持つことはできない。1人が一度に持てるスキルは10個までである。

### 師匠
世界に何人か存在する「師匠」に弟子入りすることで、成長パラメーターに補正がかかる。例えば、魔法使いタイプの師匠に師事すると、賢さやAPが上がりやすくなるが、攻撃力と防御力は上がりにくくなる。また、弟子入り中にある程度レベルアップすると、スキルを教えてもらえる。弟子入りするには条件があり、「金を払う」「あるアイテムを持っている」「特定のスキルを覚えている」など、様々である。ステータスの短所を補ったり、長所をさらに伸ばすなど、キャラクターを自分好みにカスタマイズできる。

### 竜変身
リュウは竜の因子である「ジーン」を組み合わせることで、様々な竜に変身できる。ジーンはイベントで入手するほか、ゴースト鉱に包まれた状態でダンジョン内などに落ちていることもある。全部で18種類あり、最大3つを組み合わせることで、変身する竜に属性や特殊能力を持たせたり、固定の組み合わせで特殊な竜に変身したりできる。ジーンにはそれぞれ消費APが設定されており、変身ターンには使用したジーンの消費APの合計を、それ以降のターンには変身に使用したAPの1/2を消費し続ける。また、通常は戦闘は3人で行うが、大型の竜に変身するとリュウ一人で戦うことになる。人間時と変身中のHPは別個に扱われ、変身中にHPが0になると強制的に人間に戻る。

### 釣り
ワールドマップ上に釣り場が点在しており、釣りができる。釣りを行うためには釣り竿とルアーが必要である。海や川、地域などによって釣れる魚は異なる。釣った魚はアイテムとして使用できる。

### ゲームオーバー
『I』『II』の二作にはゲームオーバーの概念が存在しなかったが、『III』以降から存在するようになった。味方全員が戦闘不能・マヒのいずれかになるとゲームオーバー画面に移り、その後、タイトル画面に戻される。

## 世界観
竜大戦
400年ほど前にあったといわれる、竜族と女神ミリアとの戦争。この戦争で竜族の文明は滅びている。
ゴースト鉱
魔力を持った生物が、死後化石となってからも魔力を内包し続けているもの。機械の動力源など様々な使われ方をしている。
機械
この世界では機械を一から作り出す技術はなく、外海から流れてくるスクラップを修理して使用しており、動力もゴースト鉱に頼っているため、巨大な兵器などは作ることができない。旧文明の残る「彼の地」では、新しい機械の製造が工場で日々行われているようだが、製造工程などは現地の人間でも分からないらしいほど高度なものである。
賢樹
意思を持つ樹木で、賢樹同士を繋いだ広大なネットワークを持つ。その意思はミリアも及ぶところではない。
守護天使
ガーディアンとも呼ばれる、かつて竜族と戦った超人。ガーランドもその一人であり、その正体は、ミリアが竜大戦当時に聖地ウルカン・タパの青年達に肉体強化改造を施したものである。ミリアの力を受けることで不老不死の肉体を持ち、使命を終えると石化する。ウルカン・タパには、使命を終えて石化した守護天使の体が神像として安置されている。
シース
スーの水で調味されたシャーリーの実を握り、その上にシオタという魚の切り身を乗せ、サビ草を軽く付けて食す寿司のような食べ物。ウインディア中部・メーカース地方の名物。
外海
リュウ達の生活する大陸と彼の地を隔てる荒れた海。彼の地からスクラップや製品などを運んでくる巨大なコンテナ船が、2つの大陸を繋ぐ唯一の手段である。
彼の地
旧文明を色濃く残す大陸。荒れ果てており、緑はほとんど存在しない。
古の都
竜大戦よりさらに以前に存在した都市の廃墟。空中都市ミリアが存在する。

## あらすじ
かつて世界を破壊するほどの強大な力を持った竜族は、女神との戦争で滅亡した。時は経ち、人々は化石からゴースト鉱を取り出したり、外海から漂着した機械を修理して利用するなどして生活していた。ある日、ダウナ鉱山でゴースト鉱の採掘中に竜の卵が発見された。卵から羽化した子どもの竜は鉱山内を暴れまわり、脱走を図る。
同じ頃、森で倒れていたところを虎人の青年・レイに拾われた孤児の少年・リュウは、同じく孤児であるティーポと3人で暮らし始めるが、彼らの生活はある事件によって終わりを告げる。その後、ウインディア王国の王女・ニーナや、機械の研究をしているモモ、竜族のことを知っているというガーランドと出会い､自らを知るための旅に出る。

## 登場人物

### 主要人物
リュウ
声 - 幼年期：高井智子/青年期：山口勝平（ドラマCD：幼年期・青年期共に山口勝平が担当）
主人公。竜族の生き残りであり、鉱山の奥でゴースト鉱となった卵を鉱夫らが発見し、掘り出そうとしたことで誕生する。鉱山から脱走後、人間の姿となって気絶していたところを通りかかったレイに保護される。レイ・ティーポと共に暮らすが、ある事件がきっかけとなり、2人と離散する。その後は2人を探していたが、リュウの力を知ったガーランドとの出会いをきっかけに竜族のことを知るための旅に出る。普段はおとなしい少年だが、竜の力の覚醒により圧倒的な力を持つ竜の姿になる。
ニーナ
声 - 氷上恭子
ウインディア王国の王女。かつては空を飛ぶことができたという飛翼族の末裔。活発な性格。幼年期に牢に入れられていたリュウを助けようとしたことがきっかけで、共に冒険する。背中に翼が付いていて空を飛べるが、あまり飛行能力は無く、年少時に落ちた際にはハニーに助けて貰ったことがある。数年後に再会し、竜族の秘密を知り、その上で民衆のために何をすべきかを模索するため、リュウ達に同行する。しかし、周囲の反対を押し切って旅へ出たことに少し罪悪感も抱いている。
レイ
声 - 佐田修典
盗賊をしながら暮らしていた虎人の青年。口癖は「ゆかいだねぇ……」。言動は軽めだが、責任感があり、めんどう見もよく、リュウとティーポの世話をしている。ある事件がきっかけで2人と離散した際、2人が死んだものと思い、自身の弱さを思い知った。以後、青年期にリュウ達と再会するまで、復讐のために敵の組織を調査したり襲撃したりしていた。成長したリュウの力を知ったことで旅に加わる。先祖の血を色濃く残しており、ワータイガーに変身する能力がある。しかし、変身すると強大な力を得るかわりに理性を失うため、本人はなるべくそれを使うまいとし、幼年期のリュウやティーポの前では決して変身しなかった。言動が軽いのも、気分が昂ぶると変身してしまう自分を抑えるためである。
モモ
声 - 斉藤佳織（ドラマCD：三石琴乃）
古代機械とゴースト鉱の研究者。野馳族。間延びした口調であり、性格もまた非常におっとりとしているが、知識を求めることには貪欲で、塔のなかでひとり研究に明け暮れている。しかし、専門外のことは詳しくなく、興味もない。美人でスタイル抜群でもあるのだが、本人には自覚がない。幼少時のリュウとニーナを保護したことがきっかけで仲間に加わる。再会後はさらなる機械の研究のため、リュウの旅に同行する。いつかは自分達の手で機械を作り出したいと思っている。死んだ父親から貰ったハニーという機械兵を連れている。
ペコロス
声- かみむら愛（ドラマCD：松浦有希子）
ゴースト鉱を利用して植物を育てる実験をしているプラントの廃棄物から生まれた謎の変異体。玉葱のような外見をしている。人の言葉を喋ることはできないが、理解はできるらしい。それなりに感情もある。暇があれば居眠りしているが弄ろうとする子どもは嫌い。
ガーランド
声 - 藤本幸弘（ドラマCD：大塚明夫）
漢羅強烈大武会のチャンピオンとして名を馳せていた大柄な男。リュウ達と大武会を通じて知り合い、その際にバリオ・サントの手からリュウ達を救出した。かつて竜族と戦った女神の尖兵である「守護天使」の一人で、竜大戦時代から生きており、年齢は400歳を越えている。守護天使の中でも相当の実力者だったが、なぜ最強といわれた竜族が抵抗もせずに死んでいったのかを疑問に持ち、子供のリュウと戦ったが、その子供にさえも勝てなかったことで竜族の最強性と先述の疑問をなおさら深め、竜族は悪なのか、そして滅ぶべきだったのかどうかを確かめるため、リュウの旅に同行する。
竜族の生き残りを探すために様々なことをしてきたため、色々な方面に顔が利く。
ティーポ
声 - 松井陽子
レイと共に盗賊稼業をしながら暮らしていた少年。勝気で短気な性格。レイを兄ちゃんと慕い、レイのような盗賊になることを夢見ている。ある事件で行方不明となるが、最終局面においてリュウ、レイと残酷な再会を果たす事となる。

### その他
ハニー
埴輪のような姿をした小型のロボット兵。モモの父が浜辺に打ち上げられた廃品の山の中から持ち帰り、修理して動けるようにした。研究に没頭するモモに代わって塔の掃除などを行っている。自らの意思を持ち、話すことはできないが身振り手振りで意思疎通が可能。不思議な力を持ち、ニーナが城から脱走するのを手助けしたり、ダンジョンを道案内するかのように走り出してリュウ達を導いたりした。
モーグ
ダウナ鉱山で働く土喰族の青年。リュウを掘り起こし、目覚めたリュウを攻撃したために反撃され、大火傷を負った。
ギリー
ダウナ鉱山で働く森の民の青年。モーグと同じくうっかりリュウを攻撃し、反撃を受けて大火傷を負った。
ババデル
山師。レイの隠れ家がある同じ森に住み、レイ達の盗賊紛いの生活を窘めながらも心配している。武芸に秀でたスキルマスターでもある。
マクニール
レイ達の隠れ家があるウールオル地方一帯を治める領主。施政の評判はあまり良くなく、税金の取り立てで村民を苦しめている。バリオ・サントなどと裏社会の繋がりがあり、後にウインディア王家に逮捕される。家を守る代々の先祖の霊達にもその性格が呆れられている描写がある。
ズルスル
ぬえを退治したリュウ達の腕を利用して、マクニールが集めた税金を奪おうとした小悪党。リュウ達の生活が崩壊した遠因であり、後にレイに報復される。
バリオ・サント
声 - バリオ：西村智博/サント：子安武人
裏社会で名の通ったホースマンの兄弟。リュウ達に泥棒に入られたマクニールが雇い、報復としてレイの隠れ家を襲撃して3人を殺害しようとした。その後、リュウと再会し、再度抹殺しようとするが、リュウの竜族としての力が発現したため、ウインディア王に見世物として売り飛ばそうとするも失敗する。以後、逃亡したリュウを執拗に追う。実力は高く、さらに合体能力を持ち、脅威的に力を増す。
ペレット
プラントの所長。かつてモモの父親と共同で研究を行っており、モモとは面識がある。外面は良いが、実際は死んだ母親を生き返らせる実験のために、プラントの地下に実験設備を作っていた。実験の過程で生まれた変異体をウインディア王家の目に留まらせないように闇に葬り、変異体の秘密を知るリュウ達をバリオ達に売り渡すなど、目的のためには手段を選ばない酷薄な人物。
ベイト
港町ラパラの海運ギルドの会計係。シャッドに惚れられているが煮え切らない性格で、シャッドを苛立たせている。モンスターの出る灯台の修理に行くために、リュウ達に特訓を依頼する。
シャッド
ラパラのギルド長の娘。目的地へ行くため船を利用しようとしたリュウ達は、彼女を取り巻く騒動に巻き込まれる。
ジグ
ラパラのギルド所属で腕自慢の男。実務能力は高く、シャッドに惚れている。
カディス・メイフライ・エルクヘア
かんさいイルカに脅されてラパラの灯台を破壊した妖精。リュウ達に助けられてからは共同体としてリュウ達に協力する。
ミクバ
ウインディア王家の目の届かない辺境で闇市を開く裏社会のボス。外見は小太りの中年男性だが、正体は上級悪魔である。バリオ・サントの上司であるため、レイの報復を受けそうになるが、一人だけ脱出し、追い付いたレイに対して正体を現す。
ディース
古の大魔法使い。守護天使達の前に現れ、戦いの愚を唱えるも無視された挙句、彼らの手で封印されてしまった。行動を制限されているが、リュウ達の行動を感づいており、竜族が生き残っていたことに感動していた。リュウを女神の元へ導くための「心の目」を開く。封印を解除した際、全裸で登場してリュウを赤面させている。
ガイスト
ディースを封印した守護天使。ガーランドと同様に竜族との戦いに疑問を抱き、途中で戦線から離れて堕天使の烙印を押された。ガイストの存在そのものがディースの封印になっている。
ククルス
波の荒い「外海」を渡ったといわれる伝説の船乗り。外海の向こうへ行くための助言をしてくれる。
長老
ドラグニールに隠れ住む竜族の長老。かつて力を捨てたドラグニールの住人の中にあって、竜族の力「アンフィニ」を持ち、細々と伝えている。好色でぎっくり腰を持っている。
ホイス
ドラグニールの青年。砂漠を渡ろうとするリュウに協力する。
ミリア
この世界と様々な種族を生み出したとされる女神。全ての生物を慈しむと言われるが、世界を破壊すると認識した竜族を守護天使を使い滅ぼした。ほとんどの人間はミリアの存在自体を知らない。

## 備考
- 本作の作曲者は海田明里と青木佳乃の2人が担当。エンディングテーマ「Pure Again」も彼女達本人が歌っている。
- PS版のテレビコマーシャルではアニメーションが使われていた。CMで使われた楽曲はSOPHIAの「街」。